# Ase de Kentucky
L'ase de Kentucky (Equus asinus) (en anglès "Mammoth Jack Stock") és una raça d'ase de gran mida criada principalment a l'Amèrica del Nord.
El seu origen remot és a l'Àfrica, on els ases hi vivien en estat salvatge abans que fossin domesticats, i posteriorment importats a Europa per fer de bèsties de càrrega i diverses tasques del camp. Als països catalans s'hi van criar diverses varietats d'ases, com l'ase català o l'ase mallorquí, que estan directament emparentats amb l'ase de Kentucky.
Varen arribar a l'Amèrica del Nord a partir de les darreries del segle xviii, i es van començar a criar de manera rellevant a partir dels anys 1820, especialment a Kentucky. A les darreries del segle xix i començaments del segle XX foren molt emprats a Mèxic en relació amb la indústria de l'extracció minera. Actualment, són usats en aquest país per a tasques agrícoles.